# چارلز رید (بازیکن فوتبال)
چارلز رید (انگلیسی: Charles Reed; ۲۴ اکتبر ۱۸۸۲ – 1950 (aged 67)) بازیکن فوتبال بود.
از باشگاه‌هایی که در آن بازی کرده‌است می‌توان به باشگاه فوتبال لیتون اورینت اشاره کرد.